# Họ Tục đoạn
Họ Tục đoạn (danh pháp khoa học: Dipsacaceae), là một họ trong bộ Tục đoạn (Dipsacales) chứa khoảng 290-350 loài cây thân thảo và cây bụi sống lâu năm hay hai năm trong 11-14 chi. Có nguồn gốc chủ yếu ở vùng ôn đới, chúng được tìm thấy tại châu Âu, châu Á và châu Phi, đặc biệt tại khu vực ven Địa Trung Hải. Một vài loài trong họ này đã hợp thủy thổ ở những khu vực khác.

## Các chi
Họ này bao gồm các chi như sau: 
- Bassecoia
- Cephalaria: Khoảng 65 loài[2].
- Dipsacus (bao gồm cả Simenia)[1]: tục đoạn
- Knautia (bao gồm cả Trichera)[1]: Khoảng 60 loài[2].
- Lomelosia (bao gồm cả Pycnocomon, Scabiosiopsis, Tremastelma)[1].
- Pseudoscabiosa
- Pterocephalidium
- Pterocephalodes
- Pterocephalus
- Scabiosa: Khoảng 80 loài[2].
- Sixalix. Có thể gộp trong Scabiosa[1].
- Succisa
- Succisella
- Triplostegia

### Chuyển đi
Các chi trước đây từng xếp trong họ này, nhưng sau đó được chuyển sang họ Morinaceae, hiện nay coi là thuộc nhánh Morina.
- Acanthocalyx
- Callistemma
- Morina

## Phát sinh chủng loài
Triplostegia, chi chứa các loài với đài phụ kép và các ancaloit valepotriat, dường như tốt nhất nên gán vào họ Dipsacaceae (100% hỗ trợ trong một phân tích 30 đơn vị phân loại-5 gen của Davis và ctv (2001); xem thêm Bell & Donoghue (2000); Zhang và ctv. 2001; Zhang và ctv (2003); Bell (2004); Soltis và ctv. (2011)). Tuy nhiên, Pyck và Smets (2004) lại chỉ ra rằng mặc dù một phân tích 2 gen đặt Triplostegia vào vị trí này, nhưng chỉ riêng dữ liệu hình thái cũng như khi kết hợp nó với dữ liệu phân tử lại đặt chi này như là nhóm chị-em với Valerianaceae. Như họ đã lưu ý, [Triplostegia + Valerianaceae] có các iridoid kiểu valpotriat, khe hở phấn hoa với quầng, khe hở dọc dạng hạt, cũng như sự suy giảm nội nhũ là phổ biến giữa chúng, và thậm chí có thể là cả các điểm tương tự về đài phụ/lá bắc nhỏ. Avino và ctv. (2009) phát hiện thấy rằng Triplostegia có thể là chị-em với [Valerianoideae + Dipsacoideae], và sử dụng tôpô học này trong việc tái tạo trạng thái đặc trưng của họ. Điều rõ ràng là vị trí thật sự nào của Triplostegia đều có thể có ảnh hưởng đáng kể tới các vị trí cùng có tổ tiên chung.
Bên cạnh vị trí của Triplostegia thì Pterocephalodes, một chi mới tách ra gần đây từ nhánh Đông Nam Á (Pterocephalus hookeri, P. bretschneideri và P. siamensis) của chi Pterocephalus, cùng với Bassecoia tạo thành một nhánh có quan hệ chị-em với phần còn lại của họ này.
Carlson và ctv (2009) cũng ghi nhận rằng nhánh nhỏ châu Á bao gồm Bassecoia và Pterocephalodes có quan hệ chị-em với phần còn lại của họ Dipsacaceae. Scabioseae sensu stricto (bao gồm Scabiosa, Sixalix, Pterocephalus sensu stricto, Lomelosia, Pycnocomon) và nhánh "Dipknautid" (bao gồm Dipsacus, Cephalaria, Knautia, Pterocephalidum, Succisa, Succisella, Pseudoscabiosa) tạo thành hai dòng dõi chính trong phạm vi họ Dipsacaceae. Phần lớn các chi được ghi nhận như trong bài này là đơn ngành, ngoại trừ Pycnocomon là lồng sâu trong chi Lomelosia.

## Hình ảnh

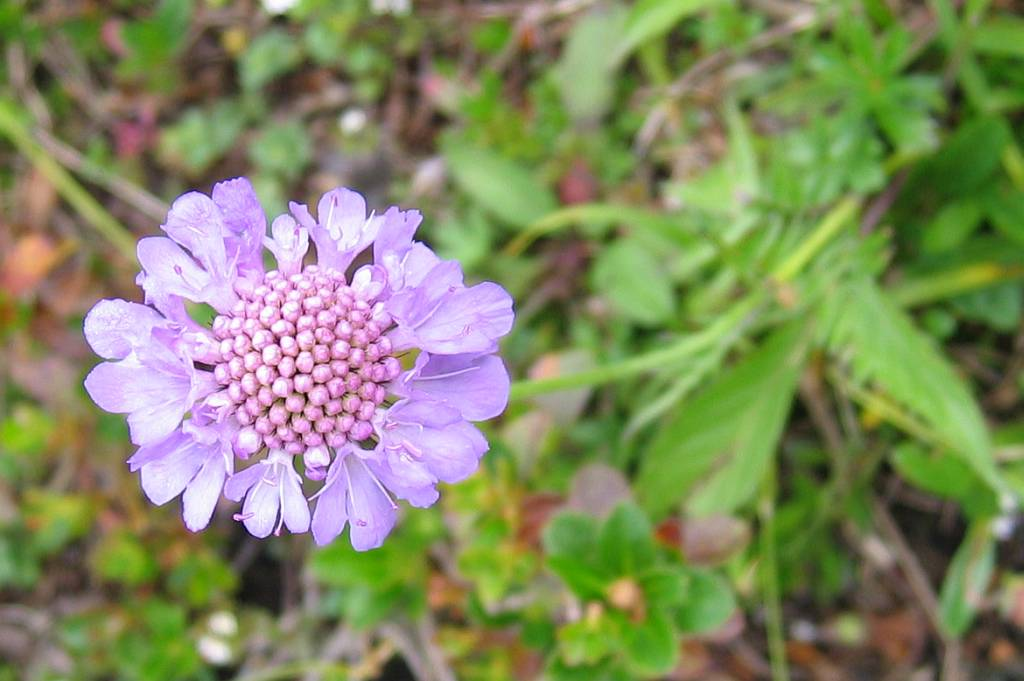
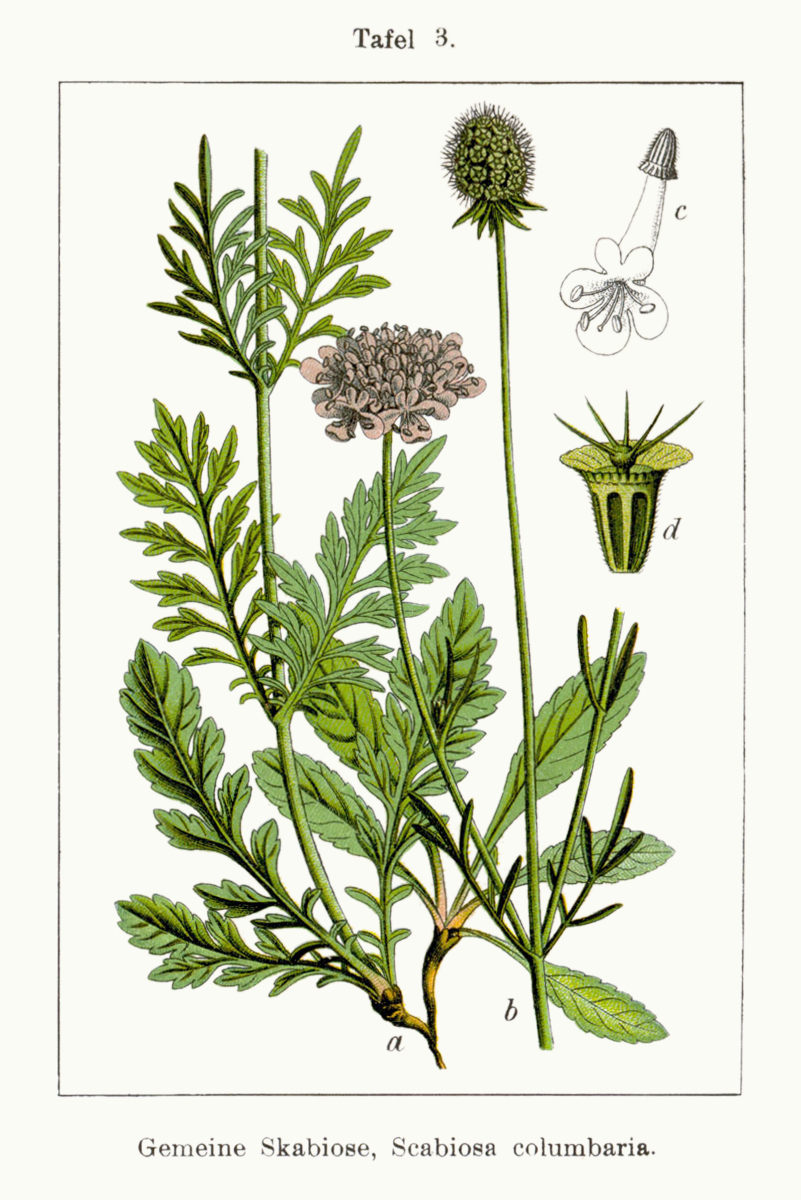
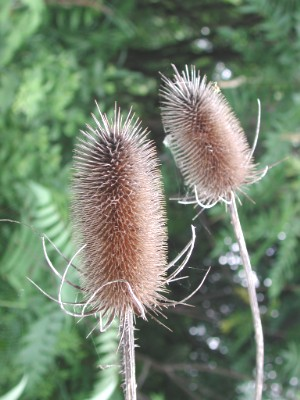